# Cartigny (Somma)
Cartigny – miejscowość i gmina we Francji, w regionie Hauts-de-France, w departamencie Somma.
Według danych na rok 2011 gminę zamieszkiwało 737 osób, a gęstość zaludnienia wynosiła 49 osób/km² (wśród 2293 gmin Pikardii Cartigny plasuje się na 373. miejscu pod względem liczby ludności, natomiast pod względem powierzchni na miejscu 194.).